# Cladotanytarsus reductus
Cladotanytarsus reductus är en tvåvingeart som först beskrevs av Freeman 1954.  Cladotanytarsus reductus ingår i släktet Cladotanytarsus och familjen fjädermyggor. Inga underarter finns listade i Catalogue of Life.